# Sanctuaire Saint-Nicolas-Tavelić de Šibenik
Le sanctuaire Saint-Nicolas-Tavelić est un complexe religieux situé à Šibenik en Croatie, que l’Église catholique rattache au diocèse de Šibenik (hr). La Conférence épiscopale croate lui donne le statut de sanctuaire national depuis le début des années 2020. Le sanctuaire est consacré à saint Nicolas Tavelić, mais l’église et le monastère qui le composent sont dédiés à saint François d’Assise.

## Historique
Le monastère Saint-François aurait été fondé en 1221, et est attesté en 1264. La construction de l’église a débuté dans la seconde moitié du XIVe siècle, et plusieurs éléments ont été remaniés au siècle suivant. L’orgue, de Petar Nakić (hr), date de 1762. Un musée a été inauguré le 3 juin 2015.